# HD8338
HD8338 — хімічно пекулярна зоря спектрального класу A1, що має видиму зоряну величину в смузі V приблизно  8,5.
Вона  розташована на відстані близько 526,9 світлових років від Сонця.